# Barbadanes (parroquia)
Barbadanes (llamada oficialmente San Xoán de Barbadás) es una parroquia y un lugar español del municipio de Barbadanes, en la provincia de Orense, Galicia.

## Toponimia
La parroquia también es conocida por el nombre de San Juan de Barbadanes.

## Organización territorial
La parroquia está formada por siete entidades de población:

### Entidad de población
Entidad de población que forma parte de la parroquia:
- Barbadás
- Cimadevila
- O Pontón
- Os Fornos
- Os Muíños
- San Mauro

### Despoblado
Despoblado que forma parte de la parroquia:
- O Alto do Pontón

## Demografía

### Parroquia
| Gráfica de evolución demográfica de Barbadanes (parroquia) entre 2000 y 2022 |
|                                                                              |
| Datos según el nomenclátor publicado por el INE.                             |

### Lugar
| Gráfica de evolución demográfica de Barbadás (lugar) entre 2000 y 2022 |
|                                                                        |
| Datos según el nomenclátor publicado por el INE.                       |